# Skotbu (przystanek kolejowy)
Skotbu – kolejowy przystanek osobowy w Skotbu, w regionie Akershus w Norwegii, jest oddalony od Oslo Sentralstasjon o 32,09 km i 9,68 km od Ski. Jest położony na wysokości 128,6 m n.p.m.

## Ruch pasażerski
Należy do linii Østfoldbanens østre linje. Jest elementem - kolei aglomeracyjnej w Oslo - w systemie SKM ma numer  560.  Obsługuje Rakkestad, Mysen, Ski i Oslo Sentralstasjon i Skøyen. PociąSkotbugi odjeżdżają co godzinę. Jest to ich jedyne miejsce zatrzymania między Oslo i Ski.

## Obsługa pasażerów
Parking na 20 miejsc, parking rowerowy. Odprawa podróżnych odbywa się w pociągu.